# Beatriz del Cueto
Beatriz del Cueto (sinh năm 1952) là một kiến trúc sư gốc Cuba chuyên bảo vệ và bảo tồn kiến trúc. Là cư dân của Puerto Rico từ năm 1960, del Cueto là thành viên của Học viện Hoa Kỳ tại Rome, Thành viên của Viện Kiến trúc sư Hoa Kỳ và là người giành giải thưởng Henry Klumb năm 2012.

## Tiểu sử
Beatriz del Cueto López Hidalgo sinh năm 1952 tại Havana, Cuba và cùng gia đình đến Puerto Rico năm 1960. Bà học kiến trúc tại Đại học Florida ở Gainesville tốt nghiệp năm 1974. Sau đó, bà tiếp tục sự nghiệp học vấn của mình tại Viện bảo tồn Nantucket, chuyên bảo tồn lịch sử và bảo tồn kiến trúc. Năm 1976, bà lấy bằng Thạc sĩ Kiến trúc với chuyên ngành bảo tồn của Đại học Florida và sau đó chuyển đến Puerto Rico. Năm 1977, bà bắt đầu làm việc cho Henry Klumb và sau ba năm sau rời văn phòng của ông để làm việc tại Văn phòng bảo tồn lịch sử nhà nước.
Năm 1984, bà chuyển đến Rome, Ý và học cùng chồng Agamemnon Pantel tại Trung tâm quốc tế về nghiên cứu bảo tồn và phục hồi tài sản văn hóa (ICCROM). Từ năm 1984 đến 1986, Cueto làm việc tại Đại học Kiến trúc sư Puerto Rico, rời đi để làm tư nhân vào năm 1986. Năm 1990, bà tham gia cùng chồng vào công ty Pantel del Cueto & Associates, tập trung vào việc tạo điều kiện hiểu biết hơn về kiến trúc truyền thống ở khu vực Caribbean. Các dự án bảo tồn của họ đã được công nhận cả trong và ngoài Puerto Rico. Ngoài làm việc ở San Juan, del Cueto còn thành lập Phòng thí nghiệm bảo tồn kiến trúc tại Đại học Bách khoa Puerto Rico nơi bà cung cấp các khóa học về lý thuyết bảo tồn và phân tích khoa học về vật liệu xây dựng.
Năm 2011, del Cueto đã được Viện hàn lâm Hoa Kỳ tại Rome trao giải thưởng Rome và sử dụng giải thưởng nghiên cứu của mình để điều tra cụ thể và giá trị sử dụng trong lịch sử của các tòa nhà. Năm 2012, bà nhận được giải thưởng kiến trúc quan trọng nhất của Puerto Rico, Giải thưởng Henry Klumb, vì sự dạy dỗ và đóng góp quan trọng của bà trong việc phục hồi và bảo tồn các địa danh lịch sử của hòn đảo.

## Tác phẩm
- Faro Las Cabezas de San Juan, Fajardo
- Trụ sở của trường đại học kiến trúc sư Puerto Rico, Santurce
- Biệt thự là nơi bảo tồn của Puerto Rico, Old San Juan
- Những cô gái già tị nạn, Miramar
- Nhạc viện Puerto Rico, Miramar
- Trường trung học cơ sở tỉnh cũ, được gọi là Sở Y tế, Santurce
- Hacienda La Esperanza, Manatí
- Nhà thờ San José, Old San Juan

## Ấn phẩm tiêu biêu
- del Cueto López-Hidalgo, Beatriz (1976). El Seminario Conc lạ de San Ildefonso: cái nôi của giáo dục đại học ở Puerto Rico: nghiên cứu sử dụng thích ứng (Master's). Gainesville, Florida: Đại học Florida. OCLC   22193864.
- del Cueto de Pantel, Beatriz (tháng 9 năm 1986). "La Intervención en un Edificio Histórico: Los Conceptos Fundamentales". Plastica Revista (bằng tiếng Tây Ban Nha). Quyển 2 số 15. La Liga de Arte de San Juan. tr. 78–82.
- del Cueto, Beatriz (1997). A manual on conservation methodology for historic buildings & structures, Puerto Rico and the Virgin Islands. Guaynabo, Puerto Rico: Caribbean Heritage, Inc. OCLC 39287147.
- del Cueto, Beatriz (2012). Giải cứu Iglesia de San José - điều tra và phân tích xuyên ngành trước Bảo tồn (Báo cáo). Pantel, del Cueto và cộng sự. Trang.   1 Lốc27.
- del Cueto, Beatriz (ngày 17 tháng 9 năm 2013). "¿Escombros o material de reciclaje?". Construcción (bằng tiếng Tây Ban Nha). Arquetectura. tr. 36–37.
- del Cueto, Beatriz (2013). Mẹ thiên nhiên so với công nghệ xây dựng Puerto Rico (Báo cáo). Trang.   1 V1919.